# Harpacticus furcifer
Harpacticus furcifer is een eenoogkreeftjessoort uit de familie van de Harpacticidae. De wetenschappelijke naam van de soort is voor het eerst geldig gepubliceerd in 1902 door Giesbrecht.